# Wróżna
Der Wróżna (poln.; tschech. Vružná) ist ein Berg in Polen und Tschechien. Mit einer Höhe von 571 m ist er einer der niedrigeren Berge  im Czantoria-Kamm in den Schlesischen Beskiden. Der Gipfel gehört zum Gemeindegebiet von Goleszów. Über den Gipfel verläuft die Grenze zwischen Polen (Gemeinde Goleszów) und Tschechien (Gemeinde Vendryně).

## Tourismus
- Auf den Gipfel führen mehrere markierte Wanderwege aus Leszna Górna.